# Issiaga Sylla
Issiaga Sylla (Conakry, 1 de enero de 1994) es un futbolista guineano que juega de defensa en el Asteras Trípoli F. C. de la Superliga de Grecia.

## Selección nacional
Es internacional con la selección de fútbol de Guinea, con la que debutó en 2011.

### Goles internacionales
| N.º | Fecha                   | Estadio                                       | Rival   | Gol | Resultado | Competición                                             |
| --- | ----------------------- | --------------------------------------------- | ------- | --- | --------- | ------------------------------------------------------- |
| 1   | 24 de marzo de 2017     | Stade Océane, Le Havre, Francia               | Gabón   | 2-1 | 2-2       | Amistoso                                                |
| 2   | 17 de noviembre de 2019 | Estadio del 28 de Septiembre, Conakry, Guinea | Namibia | 1-0 | 2-0       | Clasificación para la Copa Africana de Naciones de 2021 |
| 3   | 10 de enero de 2022     | Estadio Kouekong, Bafoussam I, Camerún        | Malaui  | 1-0 | 1-0       | Copa Africana de Naciones 2021                          |

## Clubes
| Club                     | País    | Año       |
| ------------------------ | ------- | --------- |
| Horoya A. C.             | Guinea  | 2011-2012 |
| Toulouse F. C.           | Francia | 2012-2023 |
| Gazélec Ajaccio (cedido) | Francia | 2015-2016 |
| R. C. Lens (cedido)      | Francia | 2020-2021 |
| Montpellier H. S. C.     | Francia | 2023-2025 |
| Asteras Trípoli F. C.    | Grecia  | 2025-act. |